# Patryk Plewka
Patryk Plewka, né le 2 janvier 2000 à Libiąż en Pologne, est un footballeur polonais qui évolue au poste de milieu défensif au Znicz Pruszków.

## Biographie

### En club
Né à Libiąż en Pologne, Patryk Plewka commence le football dans le club local du Janina Libiąż avant d'être formé par le Wisla Cracovie. C'est avec ce club qu'il découvre le monde professionnel, jouant son premier match lors d'une rencontre de championnat face au Miedź Legnica le 27 juillet 2018. Il entre en jeu à la place de Jesús Imaz (en) et son équipe s'impose par deux buts à un ce jour-là.
Le 2 septembre 2019, Plewka est prêté pour une saison au Stal Rzeszów, club évoluant alors en troisième division polonaise.
Il fait ensuite son retour au Wisla Cracovie. Il marque son premier but pour le club le 18 octobre 2020, à l'occasion d'une rencontre de championnat face au Stal Mielec. Buteur donc, il délivre également une passe décisive et son équipe s'impose largement par six buts à zéro. Le 22 décembre 2020 il prolonge son contrat avec son club formateur jusqu'en 2024. Bien que son club termine à la treizième place du classement lors de cette saison 2020-2021, Plewka s'impose comme un joueur important de l'équipe.
Le 23 juin 2023, Plewka résilie son contrat avec le Wisla Cracovie d'un commun accord et se retrouve ainsi libre de rejoindre le club de son choix.
Le 14 septembre 2023, Patryk Plewka rejoint le Chrobry Głogów. Il signe un contrat d'une saison avec une saison supplémentaire en option,.
Le 25 juin 2024, Patryk Plewka signe en faveur du Znicz Pruszków pour un contrat d'une saison.